# Йозеф Вирт
Карл Йозеф Вирт (на немски: Joseph Wirth), по-известен като Йозеф Вирт, е немски политик от Католическата централна партия, който работи като канцлер във Ваймарската република от 1921 до 1922 г. Заедно с министъра на външните работи, Валтер Ратенау, Вирт се заема с политиката на „изпълнение“, опитвайки се да покаже, че Германия е способна да плати репарациите след Първата световна война.

Вирт е най-младият канцлер на Германия до 2009 г. В днешно време е най-известен с речта си пред Райхстага след убийството на Валтер Ратенау от десни екстремисти през 1922 г. В тази реч той произнася прочутата фраза: 
| „ | Врагът е отдясно! | “ |

 Тези негови думи впоследствие се оказват пророчески.